# Yo (kana)
よ, in hiragana, o ヨ in katakana, è una lettera del kana giapponese e rappresenta una mora. L'hiragana consiste in due segni, mentre in quello katakana in tre. È pronunciato [jo].
In forma rimpicciolita (ょ) viene utilizzata per modificare alcune sillabe aggiungendo la vocale "o" (ad esempio: き ki → きょ kyo).
| Forme                    | Rōmaji          | Hiragana                   | Katakana                   |
| ------------------------ | --------------- | -------------------------- | -------------------------- |
| Normale y- (や行 ya-gyō) | yo              | よ                         | ヨ                         |
| Normale y- (や行 ya-gyō) | you yoo yō, yoh | よう, よぅ よお, よぉ よー | ヨウ, ヨゥ ヨオ, ヨォ ヨー |

## Altre forme
- きょ / キョ : kyo (/kʲo/)
- ぎょ / ギョ : gyo (/ɡʲo/)
- しょ / ショ : sho (/ɕo/)
- ちょ / チョ : cho (/cɕo/)
- じょ / ジョ : jo  (/ʑo/)
- にょ / ニョ : nyo (/nʲo/)
- ひょ / ヒョ : hyo (/çʲo/)
- びょ / ビョ : byo (/bʲo/)
- ぴょ / ピョ : pyo (/pʲo/)
- みょ / ミョ : myo (/mʲo/)
- りょ / リョ : ryo (/ɺʲo/)

## Scrittura

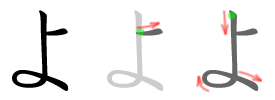
Stile di scrittura di よ

L'hiragana よ è composto da due segni :
1. Piccolo segno orizzontale
2. Segno verticale, incontrandosi con il primo segno e a formare un piccolo cerchio alla fine di esso per poi terminare orizzontalmente.

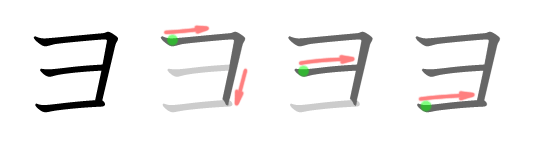
Stile di scrittura di ヨ

Il katakana ヨ è composto da tre segni :
1. Segno orizzontale e più sotto uno verticale.
2. Segno orizzontale, che vada a toccare la parte verticale del primo segno.
3. Segno orizzontale, che tocchi la parte verticale finale del primo segno, lasciando un piccolo trattino verticale derivato dalla prima traccia.

## Informatica
- Unicode:
  - よ : U+3088
  - ょ : U+3087
  - ヨ : U+30E8
  - ョ : U+30E7